# Museo de la Patagonia

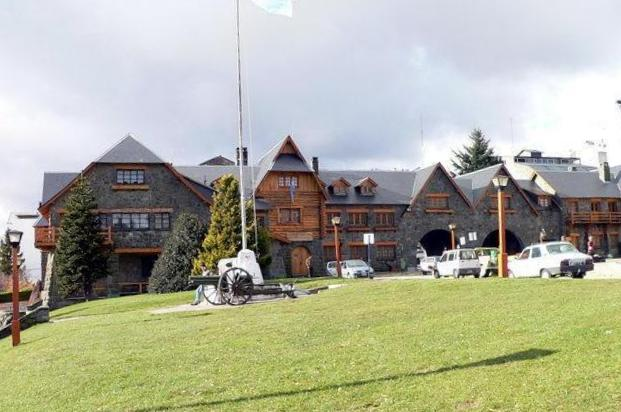
Museo de la Patagonia, Bariloche

El Museo de la Patagonia Francisco P. Moreno es un museo de ciencias naturales y antropología cultural de la región patagónica. Está localizado en el complejo del centro cívico de la ciudad de San Carlos de Bariloche, Argentina. Depende del Departamento de Conservación y educación ambiental del Parque Nacional Nahuel Huapi, Administración de Parques Nacionales.

## Historia
El museo fue inaugurado el 17 de marzo de 1940, como parte de la creación del centro cívico de Bariloche, que fuera comisionado por el gobierno en función de una campaña para promover la entonces remota ciudad. El complejo del Centro Cívico fue diseñado por el arquitecto Ernesto Estrada. El museo fue expandido y modernizado durante una restauración en 1992.

## El museo

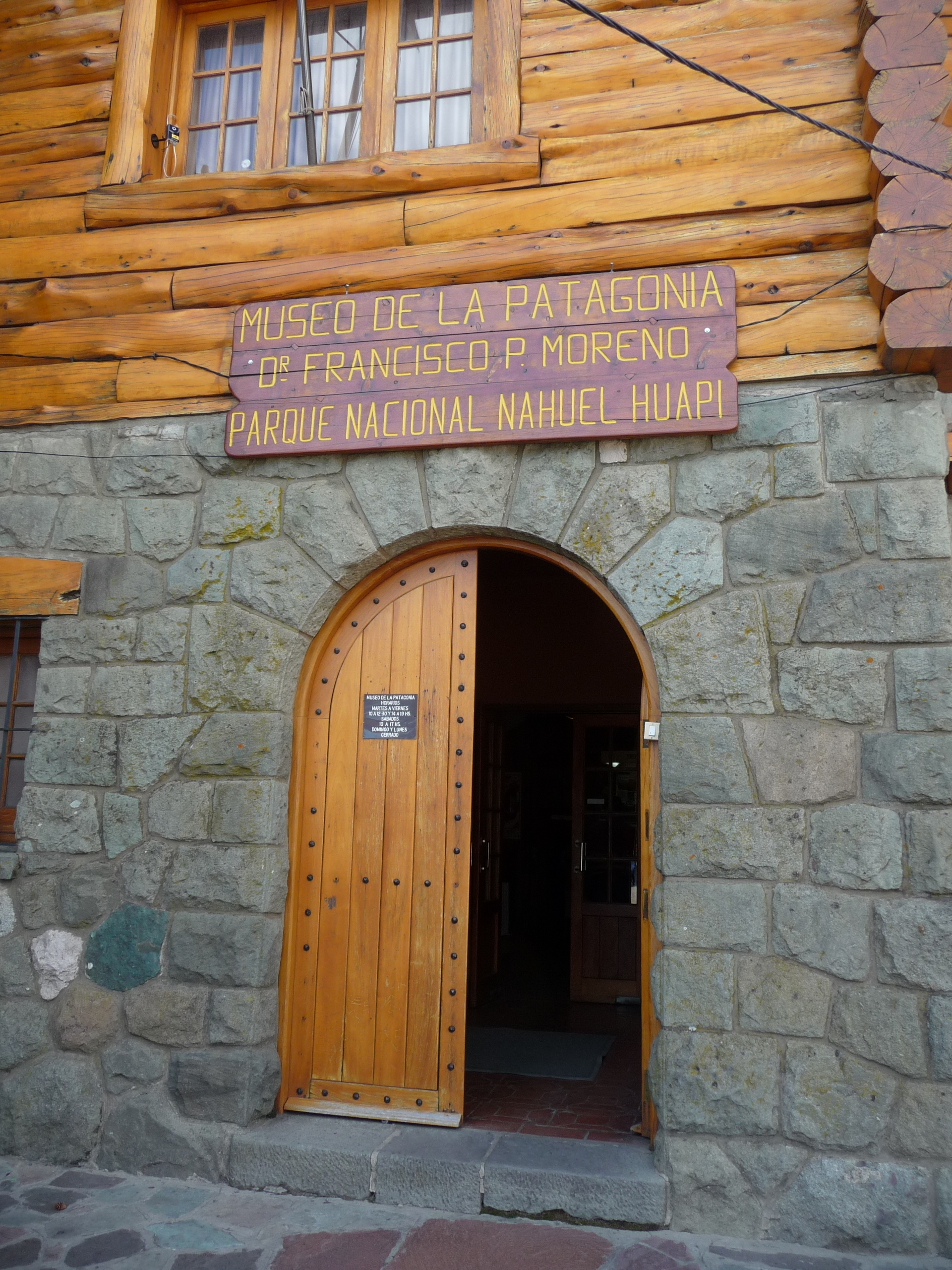
Entrada al Museo de la Patagonia

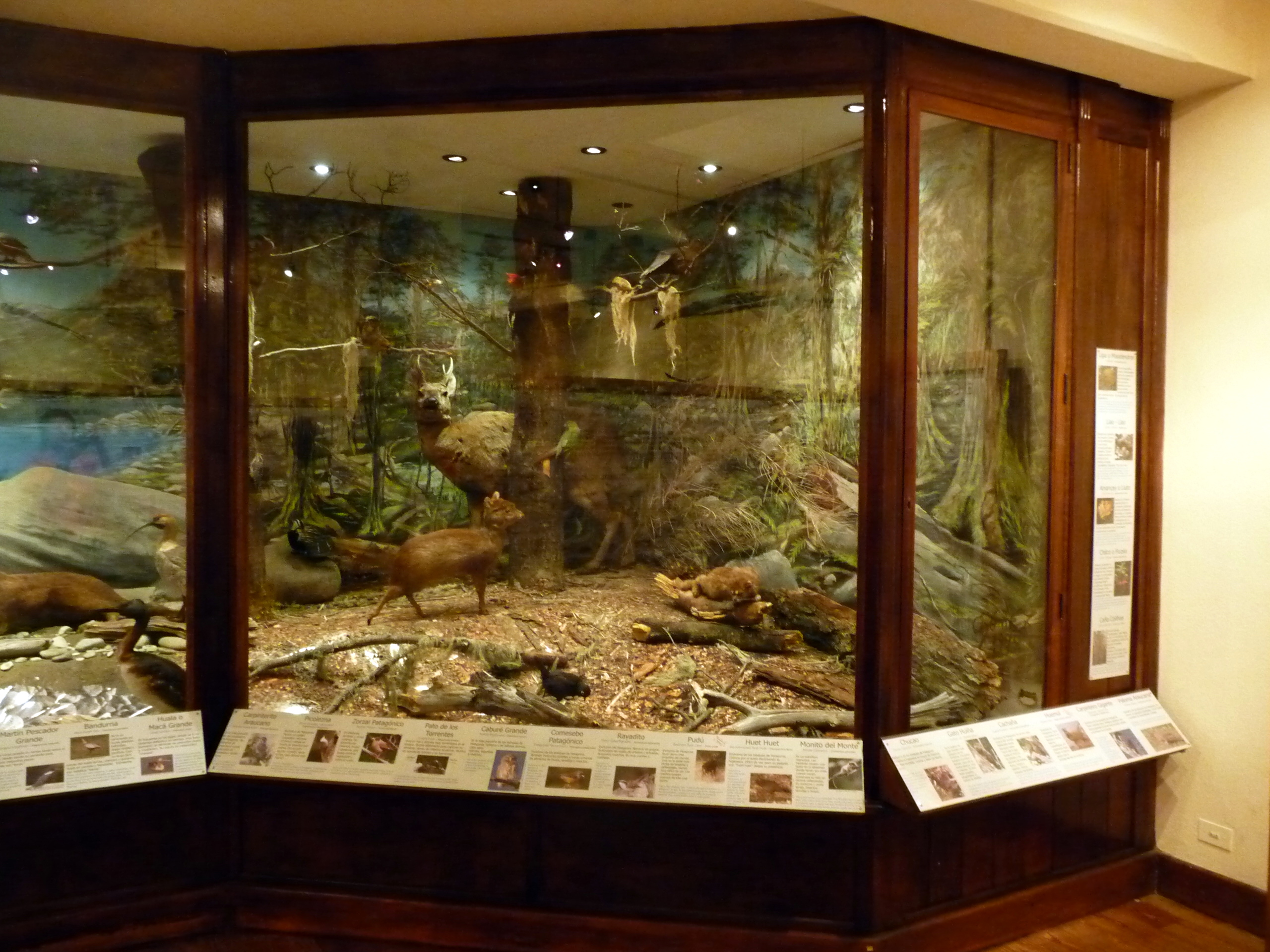
Vitrina de fauna patagónica

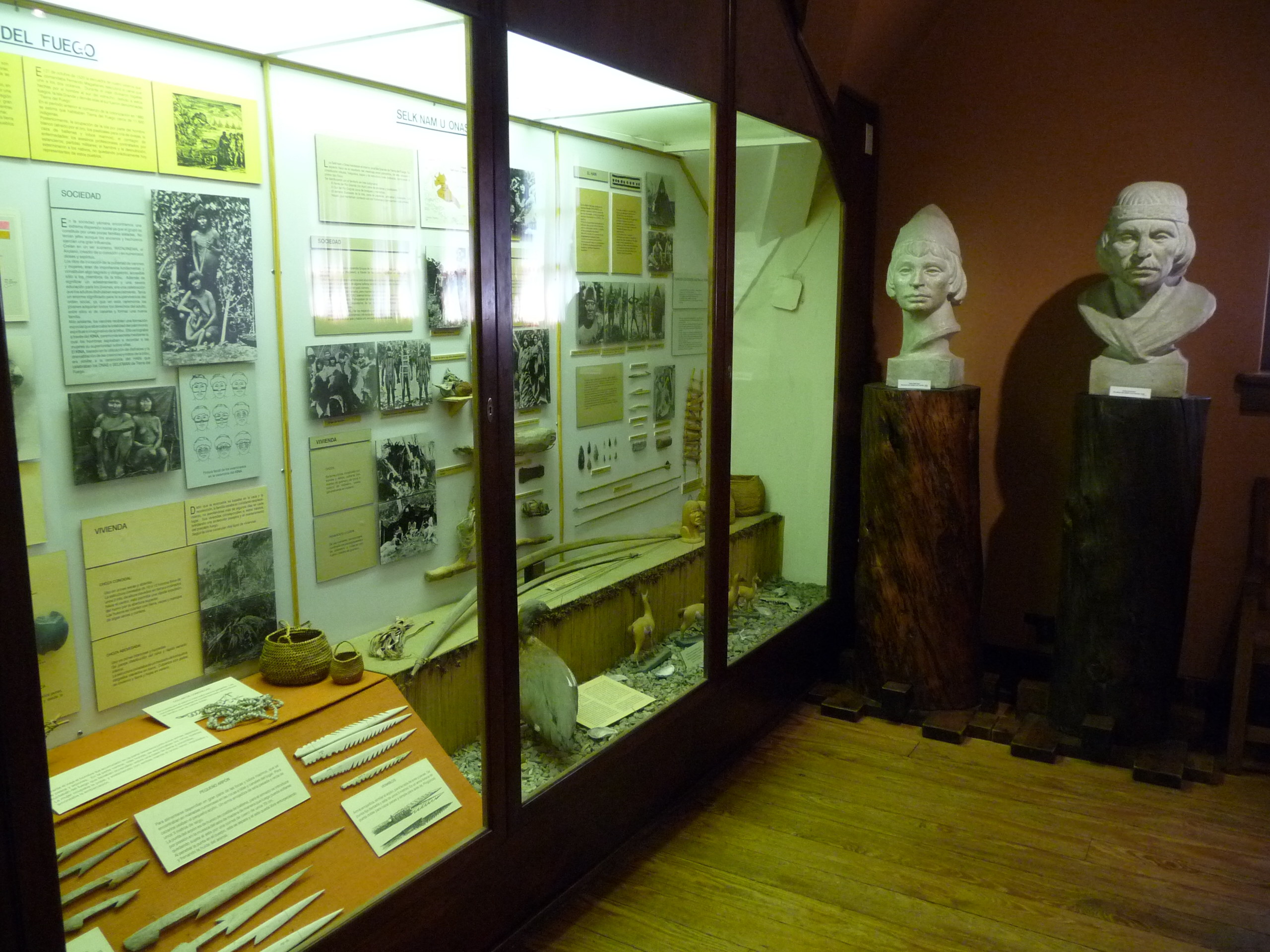
Una de las salas de antropología cultural del museo

Las colecciones del museo se exhiben en distintas unidades temáticas desarrolladas en varias salas:
- Ciencias Naturales: una colección de geología y de restos fósiles.
- Prehistoria: dioramas y vitrinas con elementos de culturas prehistóricas de la Patagonia.
- Historia aborigen: vitrinas sobre las culturas Mapuche, Selknam, Tehuelche y Yámana. Se presenta material sobre su hábitat, economía, cosmovisión, historia económica, sociedad y contactos interétnicos.
- Historia regional: elementos que ilustran la historia de la Patagonia desde los primeros años de la conquista española hasta la época de las guerras de independencia argentinas.
- La conquista del desierto: ilustrando las herramientas, armas y métodos utilizados por los sucesivos gobiernos de Argentina durante el siglo XIX en sus campañas destinadas a desplazar las poblaciones aborígenes, así como los utilizados por los caciques nativos en sus contraofensivas. También se expone material relacionado con el destino final de las tierras conquistadas.
- Viajeros y exploradores. Cuestión de límites Argentinos-Chilenos.
- San Carlos de Bariloche: elementos relacionados con la historia local de Bariloche desde su establecimiento.
- Parques Nacionales: documentos, diagramas y mapas relacionados con el desarrollo de los Parques Nacionales en Argentina, de los cuales el Parque Nacional Nahuel Huapi fue el primero.
- Francisco Pascasio Moreno: una exhibición en honor de ese explorador y académico, que cedió tierras para la creación del Parque Nacional Nahuel Huapi.

El museo también cuenta con salas para exhibiciones temporarias, un auditorio, una biblioteca, archivos y espacios destinados a la investigación. Asimismo, en un aula-taller se complementa la visita al Museo por parte de escolares y estudiantes a través de actividades guiadas pedagógicamente.
El grupo Asociación Amigos del Museo (con sede en el Museo de la Patagonia) nuclea a voluntarios que deseen colaborar con la institución.

## Reclamo por los restos humanos de Cipriano Catriel
El Museo tiene en su poder el cráneo del cacique Cipriano Catriel, habiéndolo exhibido al público. Había sido adquirido por el perito Francisco P. Moreno, quien también se apropió de su poncho. En una carta dirigida a su padre, Moreno le cuenta que tiene la cabeza de Catriel, diciendo: 

no quiero separarme de esa joya, la que me es bastante envidiada.
Francisco P. Moreno

La Administración de Parques Nacionales ha resuelto la entrega de los restos humanos. Se está a la espera de que los diversos descendientes acuerden la recepción de los mismos.